# Dingelstädt
Dingelstädt là một đô thị ở huyện Eichsfeld nước Đức. Đô thị này có diện tích 20,4 km², dân số thời điểm 31 tháng 12 năm 2021 là 10728 người.
Dingelstädt kết nghĩa với:
- Jarosław ở Ba Lan (từ năm 2001) [1]